# Nachrichtenticker

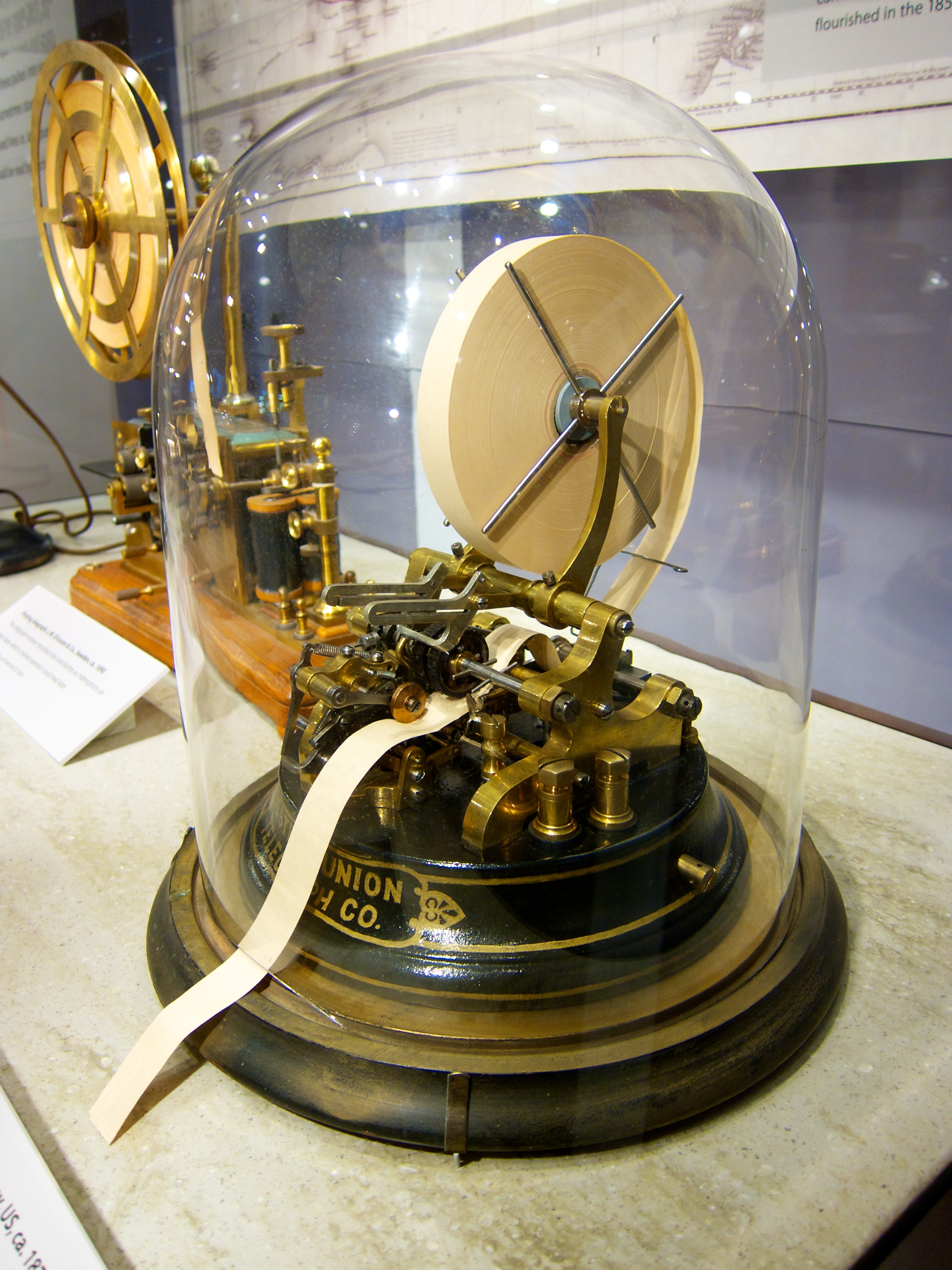
Frühe Nachrichtenticker

Der Begriff Nachrichtenticker (auch Newsticker, Live-Ticker und oftmals abgekürzt Ticker) stand ursprünglich für die Fernschreiber, insbesondere für die Streifenschreiber (Bild), mit denen ab der zweiten Hälfte des 19. Jahrhunderts bis weit ins 20. Jahrhundert Nachrichtenmeldungen von Nachrichtenagenturen übermittelt wurden. Der Name wurde durch das tickende Geräusch geprägt, das diese Geräte erzeugten. Die Papierstreifen, auf denen die Nachrichten aufgezeichnet wurden, werden auch Tickerstreifen (englisch ticker tapes) genannt.
Der Fernschreiber als Arbeitsmittel im Journalismus ist bis heute in der Wahrnehmung so präsent, dass der Begriff Ticker als Stilmittel bis heute eine wichtige Rolle in der aktuellen Berichterstattung spielt.

## Heutige Verwendung des Begriffs und angelehnter Stilmittel
Eine mitunter von Moderatoren verwendete Redewendung bei aktuellen Nachrichtenmeldungen war und ist beispielsweise ein Satz wie „Das ist gerade über den Ticker gekommen“.
Aufgrund der Popularität des Begriffs werden auch bei Nachrichtenseiten im Internet oder im Videotext Rubriken, in denen Schlagzeilen in Textform und sortiert nach der zeitlichen Abfolge ihrer Veröffentlichung erscheinen, von den Anbietern manchmal als „Nachrichtenticker“ bezeichnet. Vor allem in den USA ist der „Newsticker“ auch als Bezeichnung für das Laufband (als horizontal durchs Bild laufender Kriechtitel) gebräuchlich, das bei Nachrichtensendern Meldungen am unteren Bildschirmrand anzeigt und so das Hauptprogramm weniger stört als der Rolltitel (läuft vertikal durchs ganze Bild).
Auf einigen Nachrichtenportalen im Internet werden zu aktuell relevanten Themen wie laufenden Sportveranstaltungen, Naturkatastrophen und wichtigen politischen Ereignissen sogenannte „Live-Ticker“ veröffentlicht, welche in kurzen Zeitabständen mit neuen Informationen – meistens in Form von Kurzmeldungen – inhaltlich erweitert werden.
Auch in Jingles von Radio- und Fernsehsendern, die der Ankündigung einer Nachrichtensendung dienen, ist heute oftmals ein Soundeffekt eingearbeitet, der das tickende Geräusch des historischen Nachrichtentickers andeuten soll.
Einzelne Nachrichten werden auch heute noch durch ein oder mehrere Pluszeichen (+++) voneinander im durchlaufenden Tickertext getrennt. Sie gehen auf das Telegramm zurück, in dem die stark verkürzten Aussagen durch Stop-Meldungen, dargestellt durch die Pluszeichen, kenntlich gemacht wurden (z. B. „schicket gelder +++ darbe +++ sohn“). Diese wiederum stammen ab vom Morsecode, bei dem es neben Buchstaben, Ziffern und Sonderzeichen auch Verkehrszeichen gibt. Letztere stellen Steuerzeichen dar, die besondere Aktionen kennzeichnen, beispielsweise den Spruchanfang oder sein Ende. Der Morsecode ar (·−·−·) repräsentiert dabei das Pluszeichen und dient zugleich als Kennzeichnung des Endes einer Nachricht.
Um die echte oder vermeintliche Wichtigkeit heutiger Tickermeldungen darzustellen, wurden die Pluszeichen als Stilmittel von den Massenmedien übernommen.